# Jorio Borchi
Jorio Borchi (Prato, 17 settembre 1925 – Prato, 2 febbraio 1997) è stato un politico e assicuratore italiano.

## Biografia
Jorio Borchi nacque nel primo dopoguerra da Fernando e Elia Catarzi. Si diplomò al Convitto Nazionale ”Cicognini” di Prato. Negli anni del fascismo partecipò all'Azione Cattolica e proseguì gli studi presso l'Università degli Studi di Firenze, frequentando la Facoltà di Scienze Sociali e Politiche. Frequentò pure l'Università Teologica di Firenze dove ebbe come compagno di corso Giorgio La Pira, assieme al quale conseguì la Laurea in Teologia e Sociologia. Fu anche giornalista.
Nel periodo bellico della guerra del 1940, Borchi, grazie alla sua conoscenza della lingua inglese, influì positivamente sul Colonnello Spitzel, Comandante della V Armata di questa zona, a cui fece da interprete per circa un anno, evitando ulteriori incursioni belliche nel territorio di Tavola. Questa amicizia dette origine, a conflitto terminato, a importanti relazioni per Borchi e si trasformò in rapporto di lavoro.
Dopo la morte della madre, poco dopo la nascita del suo secondo figlio, il padre si legò sentimentalmente ad un'altra donna con cui ebbe un figlio. Il 20 ottobre 1949 Borchi si sposò con Mila Secchi, ebbero tre figli: Goffredo, Elia Maria e da Elena.

### La ricostruzione in Italia ed a Prato
Borchi si impegnò, a livello locale, nella ricostruzione del secondo dopoguerra; aderì alla Democrazia Cristiana. In quel periodo lavorava in un'azienda di import/export, poi iniziò anche l'attività assicurativa (era stato per circa 40 anni agente della Compagnia Tirrena di Assicurazioni); fu eletto per tre volte nel Sindacato nazionale agenti di assicurazione (SNA).
Fu governatore di un organismo che sostiene le vocazioni sacerdotali, il Serra Club International, per le regioni Toscana ed Emilia. Consigliere comunale per tantissimi anni nelle liste della DC.
Durante il Concilio Ecumenico Vaticano II, Borchi, grazie all'amicizia con Padre Paek alla Verna, conobbe diversi Vescovi che poi portò nella parrocchia di Tavola, dove mediante una messa furono conosciuti dai paesani. Durante il soggiorno dei Vescovi coreani era in città anche La Pira, e Borchi ebbe modo di farli incontrare anche col Ministro dei Lavori Pubblici Giovanni Pieraccini,
socialista. Durante l'alluvione di Firenze del 1966, Borchi riuscì, grazie alle sue conoscenze, a far giungere contributi consistenti alla sua città alluvionata. Bausi, il sindaco di Firenze, grato per questo suo intervento, lo premiò in Palazzo Vecchio, nel Salone dei 500, consegnandogli
il Fiorino d'oro, onorificenza elargita per la prima volta ad un pratese.

### L'impegno sociale e politico

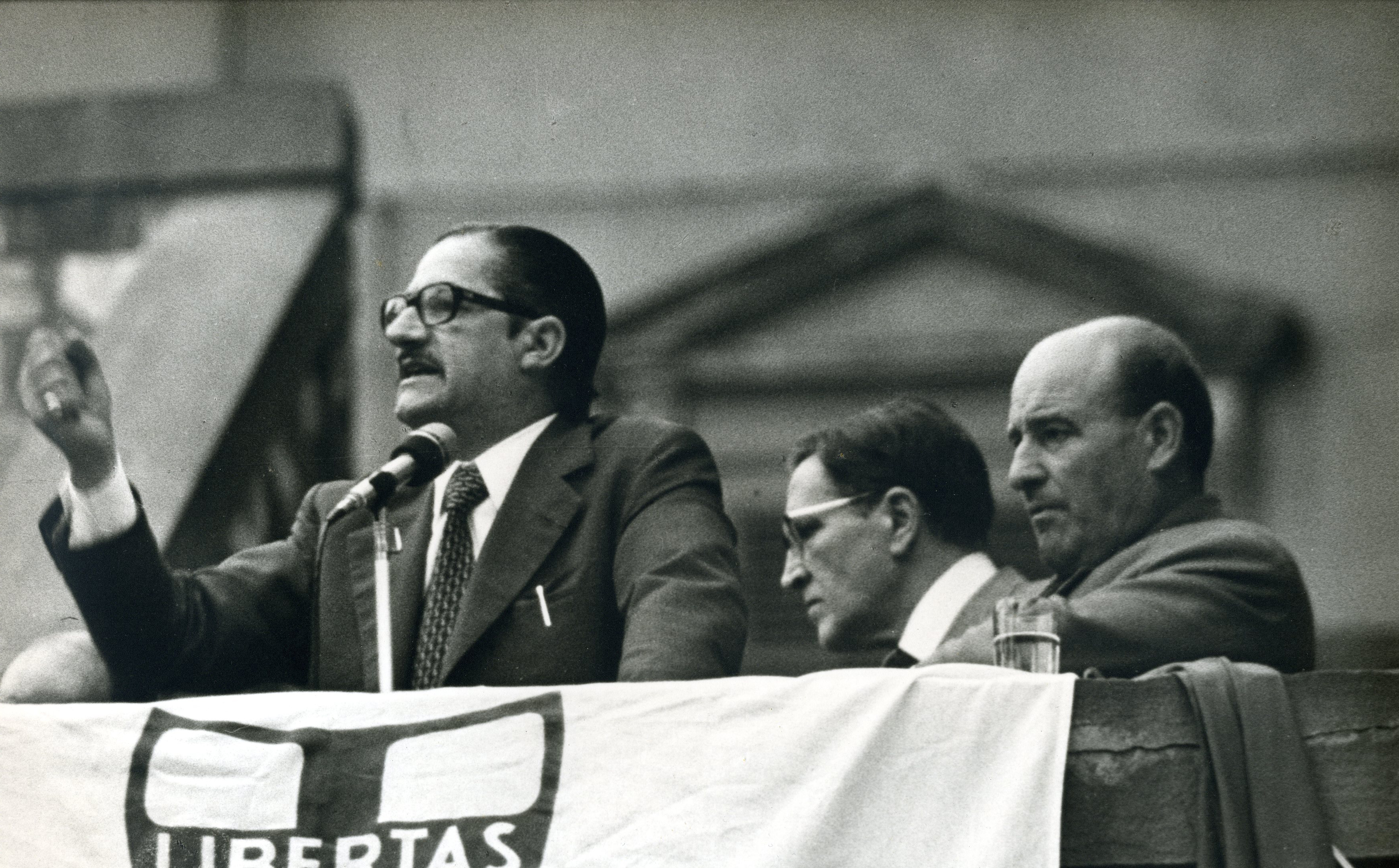
Jorio Borchi in un comizio in piazza

Si oppose con successo alla costruzione di un aeroporto nella piana di San Giorgio a Colonica, convinto che questo avrebbe portato danni alla città di Prato ed in particolare al paese di Tavola per il suo impatto ambientale.
Durante gli "anni di piombo" istituì la "Coppa Caduti Forze dell'Ordine" con l'intento di sensibilizzare l'opinione pubblica sull'importanza delle Forze dell’Ordine e delle Istituzioni per la tenuta della democrazia.
Fu consigliere della Misericordia di Prato; socio benemerito dell'Arma dei Carabinieri; presidente della Cappella Musicale della Cattedrale; ideò l'Associazione Cardiopatici con l'obiettivo, poi raggiunto, di realizzare all'ospedale di Prato un reparto di terapia sub-intensiva per infartuati; fu commissario del teatro Metastasio per molti anni, ai tempi della presidenza Calamai. Prese posizioni contro il divorzio durante lo scontro politico degli anni '70
Altra battaglia di Borchi fu quella per l'istituzione della Provincia di Prato. Il suo lavoro iniziò nel lontano 1976 come Presidente dell'associazione ”Pro Città di Prato”. Successivamente come membro dell'Associazione Intercomunale rappresentò anche per il Sindaco Roberto Giovannini e Rolando Caciolli un punto di riferimento importante.
Nel 1997 morì in seguito ad un ictus.

## Onorificenze e riconoscimenti

### Ononrificenze
Fu nominato da papa Giovanni Paolo II (su proposta della Pontificia Università Lateranense) "Commendatore della Santa Sede".

### Premi, riconoscimenti e cariche
- 1972 - nomina ad Accademico Corrispondente della "Accademia Tiberina Istituto di cultura Universitaria e di Studi Superiori"
- 1976 - assegnazione del premio letterario della Accademia Internazionale delle Muse e nel 1994 il Diploma d'Onore per la poesia - 1º premio letterario di poesia Edita, Inedita e Narrativa.

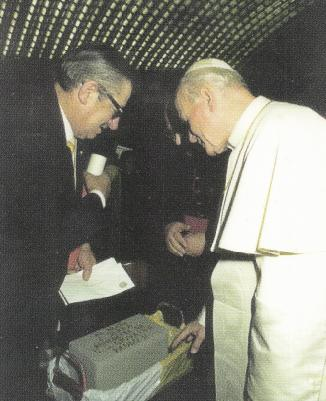
Borchi con Giovanni Paolo II in occasione della visita del Papa a Prato

- 1964 - fu eletto Consigliere Comunale di Prato.
- 1966 - Il sindaco di Firenze gli conferì "Il Fiorino d'Oro" della città di Firenze per meriti acquisiti durante l'alluvione di quella città.
- 1972 - fu eletto a Roma dirigente Nazionale dell'Unione Commercianti Cattolici.
- 1975 - fu eletto per la seconda volta Consigliere Comunale di Prato ed in quella veste ricoprì l'incarico di Sindaco Revisore del Comune e di Commissario al Teatro Comunale "Metastasio"
- 1976 - fu eletto presidente dell'Associazione Culturale "Pro-Città di Prato"
- 1980 - fu eletto per la terza volta Consigliere Comunale di Prato a membro del consiglio esecutivo della Associazione Intercomunale n.9.
- Fu membro e promotore del comitato "Pratoespone" e membro del Comitato Comunale "Per la provincia di Prato".
- È stato quattro volte consigliere della Misericordia di Prato.
- Ha ricoperto la carica di Presidente della Corale della Cattedrale di Prato per oltre venticinque anni.
- È stato eletto per tre volte a Segretario Provinciale del Sindacato Nazionale Agenti di Assicurazione.
- È stato governatore del Serra International Club per la Toscana e l'Emilia-Romagna.
- Fu Socio Benemerito dell'Assicurazione Nazionale dei Carabinieri.
- Dopo la sua morte gli è stata intitolata una via nel suo paese natio, Tavola.

## Pubblicazioni
- Sfogliando il passato - storia e ricordi del paese di Tavola